# قائمة الأوراق النقدية التذكارية في دول قارة أوقيانوسيا
هذه قائمة بالأوراق النقدية التذكارية الصادرة من قارة أوقيانوسيا أو الدول التي يمكن أن تعرف بأنها ضمن حدود قارة أوقيانوسيا جغرافيا، وكذلك الأقاليم والمناطق ذات الحكم الذاتي أو ذات الاستقلال غير المعترف بهِ ضمن المنطقة الجغرافية للمحيط الهادي:

## أستراليا
أصدرت أستراليا الأوراق النقدية التذكارية التالية:
| # | تاريخ الإصدار                  | مناسبة الإصدار                                                  | الوصف | صورة الوجه | صورة العكس | القيمة     | المصادر |
| - | ------------------------------ | --------------------------------------------------------------- | --- | ---------- | ---------- | ---------- | ------- |
| 1 | 26 يناير 1988 مع إصدارات لاحقة | ذكرى مرور قرنين على الاستيطان البريطاني في أستراليا (1788-1988) | صورة الكابتن جيمس كوك تظهر من جانبي الورقة النقدية وفي وجهة الورقة تظهر صورة سفينته إتش إم إس انديفور وصورة مستوطنين وفي ظهر الورقة النقدية صورة شاب من السكان الأصليين ورسوم على الصخور وقطب نجم الصباح [الإنجليزية]. يتوفر هذا الإصدار التذكاري بألوان مغايرة في طبعات لاحقة. |            |            | 10 دولارات | [ 1 ]   |
| 2 | 1997                           | الاحتفاء بعودة هونغ كونك إلى السيادة الصينية                    | تظهر صورة الملكة إليزابيث الثانية في وجه العملة وصورة المبنى القديم والمبنى الجديد لبرلمان أستراليا في كانبرا. والورقة النقدية تحمل ذات التصميم للورقة النقدية من ذات الفئة والتي صدرت للفترة 1992 إلى 2015 لكن لها تسلسل يبدأ بالسابقة "HK97" وهي أحرف كلمتي "هونغ كونغ" وسنة المناسبة. |            |            | 5 دولارات  | [ 2 ]   |
| 3 | 2001                           | ذكرى مئوية الكومنويلث الأسترالي (1901-2001)                     | تظهر في وجه الورقة النقدية صورة هنري باركس وصورة الجلس الأولى من جلسة برلمان أستراليا في 9 مايو 1901، وصورة مبنى جناح الاتحاد [الإنجليزية] في حدائق المئوية [الإنجليزية] في سيدني وصورة مبنى المعرض الملكي [الإنجليزية] في ملبورن وصورة مبنى مدرسة تنترفيلد للفنون [الإنجليزية] في تنترفيلد، وفي ظهر الورقة النقدية تظهر صورة كاثرين سبينس ومبنى حكومي وصورة ممثلين تاريخيين عن الولايات الأسترالية الستة وهم صموئيل غريفيث وأندرو إنغليج كلارك وإدموند بارتون وجون فورست وألفرد ديكين وتشارلز كينغستون. |            |            | 5 دولارات  | [ 3 ]   |

## بابوا غينيا الجديدة
أصدرت الأوراق النقدية التذكارية التالية من دولة بابوا غينيا الجديدة:
| #  | تاريخ الإصدار | مناسبة الإصدار                                                                          | الوصف | صورة الوجه | صورة العكس | القيمة   | المصادر |
| -- | ------------- | --------------------------------------------------------------------------------------- | --- | ---------- | ---------- | -------- | ------- |
| 1  | 1991          | بطولة ألعاب جنوب المحيط الهادئ 1991 في بابوا غينيا الجديدة                              | تظهر في وجه الورقة النقدية شعار بابوا غينيا الجديدة وهو طائر الجنة يقف على رمح وطبل الساعة الرملية المنحني، أما في ظهر الورقة النقدية صورة قطع تراثية، وتصميم الورقة النقدية يشبه التصميم التقليدي المتداول للورقة النقدية مع إضافة توشيح بمناسبة الإصدار في يسار وجه الورقة.                                                                                         |            |            | 2 كينا   | [ 4 ]   |
| 2  | 1995          | الذكرى العشرون لاستقلال بابوا غينيا الجديدة (1975-1995)                                 | تظهر في وجه الورقة النقدية شعار بابوا غينيا الجديدة وهو طائر الجنة يقف على رمح وطبل الساعة الرملية المنحني، أما في ظهر الورقة النقدية صورة قطع تراثية، وتصميم الورقة النقدية يشبه التصميم التقليدي المتداول للورقة النقدية مع إضافة توشيح بمناسبة الإصدار في يسار وجه الورقة.                                                                                         |            |            | 2 كينا   | [ 5 ]   |
| 3  | 1998          | الذكرى الخامسة والعشرون لتأسيس مصرف بابوا غينيا الجديدة (1973-1998)                     | تظهر في وجه الورقة النقدية شعار بابوا غينيا الجديدة وهو طائر الجنة يقف على رمح وطبل الساعة الرملية المنحني، أما في ظهر الورقة النقدية صورة قطع تراثية وتشمل وعاء وحلق، وتصميم الورقة النقدية يشبه التصميم التقليدي المتداول للورقة النقدية مع إضافة توشيح بمناسبة الإصدار في يسار وجه الورقة.                                                                         |            |            | 10 كينا  | [ 6 ]   |
| 4  | 2000          | ذكرى عام 2000                                                                           | تظهر في وجه الورقة النقدية شعار بابوا غينيا الجديدة وهو طائر الجنة يقف على رمح وطبل الساعة الرملية المنحني، أما في ظهر الورقة النقدية صورة قناع تراثي، وتصميم الورقة النقدية يشبه التصميم التقليدي المتداول للورقة النقدية مع إضافة توشيح بمناسبة الإصدار أسفل الورقة.                                                                                                |            |            | 5 كينا   | [ 7 ]   |
| 5  | 2000          | اليوبيل الفضي لعملة الكينا (1975-2000)                                                  | تظهر في وجه الورقة النقدية شعار بابوا غينيا الجديدة وهو طائر الجنة يقف على رمح وطبل الساعة الرملية المنحني، أما في ظهر الورقة النقدية صورة قناع تراثي، وتصميم الورقة النقدية يشبه التصميم التقليدي المتداول للورقة النقدية مع إضافة توشيح بمناسبة الإصدار أسفل الورقة.                                                                                                |            |            | 5 كينا   | [ 8 ]   |
| 6  | 2000          | اليوبيل الفضي لاستقلال بابوا غينيا الجديدة (1975-2000)                                  | تظهر في وجه الورقة النقدية شعار بابوا غينيا الجديدة وهو طائر الجنة يقف على رمح وطبل الساعة الرملية المنحني، أما في ظهر الورقة النقدية صورة قطع تراثية، وتصميم الورقة النقدية يشبه التصميم التقليدي المتداول للورقة النقدية مع إضافة توشيح بمناسبة الإصدار في يسار وجه الورقة.                                                                                         |            |            | 2 كينا   | [ 9 ]   |
| 7  | 2000          | اليوبيل الفضي لاستقلال بابوا غينيا الجديدة (1975-2000)                                  | تظهر في وجه الورقة النقدية شعار بابوا غينيا الجديدة وهو طائر الجنة يقف على رمح وطبل الساعة الرملية المنحني، أما في ظهر الورقة النقدية صورة قناع تراثي، وتصميم الورقة النقدية يشبه التصميم التقليدي المتداول للورقة النقدية مع إضافة توشيح بمناسبة الإصدار أسفل الورقة.                                                                                                |            |            | 5 كينا   | [ 10 ]  |
| 8  | 2000          | اليوبيل الفضي لاستقلال بابوا غينيا الجديدة (1975-2000)                                  | تظهر في وجه الورقة النقدية شعار بابوا غينيا الجديدة وهو طائر الجنة يقف على رمح وطبل الساعة الرملية المنحني، أما في ظهر الورقة النقدية صورة قطع تراثية وتشمل وعاء وحلق، وتصميم الورقة النقدية يشبه التصميم التقليدي المتداول للورقة النقدية مع إضافة توشيح بمناسبة الإصدار في يسار وجه الورقة.                                                                         |            |            | 10 كينا  | [ 11 ]  |
| 9  | 2000          | اليوبيل الفضي لاستقلال بابوا غينيا الجديدة (1975-2000)                                  | تظهر في وجه الورقة النقدية شعار بابوا غينيا الجديدة وهو طائر الجنة يقف على رمح وطبل الساعة الرملية المنحني، أما في ظهر الورقة النقدية صورة خنزير بري وقواقع، وتصميم الورقة النقدية يشبه التصميم التقليدي المتداول للورقة النقدية مع إضافة توشيح بمناسبة الإصدار في يسار وجه الورقة.                                                                                   |            |            | 20 كينا  | [ 12 ]  |
| 10 | 2000          | اليوبيل الفضي لاستقلال بابوا غينيا الجديدة (1975-2000)                                  | تظهر في وجه الورقة النقدية صورة مبنى برلمان بابوا غينيا الجديدة وكذلك شعار بابوا غينيا الجديدة وهو طائر الجنة يقف على رمح وطبل الساعة الرملية المنحني، أما في ظهر الورقة النقدية صورة ميشيل سوماري وصور قطع تراثية، وتصميم الورقة النقدية يشبه التصميم التقليدي المتداول للورقة النقدية مع إضافة توشيح بمناسبة الإصدار في أعلى وجه الورقة.                            |            |            | 50 كينا  | [ 13 ]  |
| 11 | 2003          | الذكرى الثلاثون لتأسيس مصرف بابوا غينيا الجديدة (1973-2003)                             | تظهر في وجه الورقة النقدية شعار بابوا غينيا الجديدة وهو طائر الجنة يقف على رمح وطبل الساعة الرملية المنحني، أما في ظهر الورقة النقدية صورة قناع تراثي، وتصميم الورقة النقدية يشبه التصميم التقليدي المتداول للورقة النقدية مع إضافة توشيح بمناسبة الإصدار أسفل الورقة.                                                                                                |            |            | 5 كينا   | [ 14 ]  |
| 12 | 2003          | الذكرى الثلاثون لتأسيس مصرف بابوا غينيا الجديدة (1973-2003)                             | تظهر في وجه الورقة النقدية شعار بابوا غينيا الجديدة وهو طائر الجنة يقف على رمح وطبل الساعة الرملية المنحني، أما في ظهر الورقة النقدية صورة خنزير بري وقواقع، وتصميم الورقة النقدية يشبه التصميم التقليدي المتداول للورقة النقدية مع إضافة توشيح بمناسبة الإصدار في يسار وجه الورقة.                                                                                   |            |            | 20 كينا  | [ 15 ]  |
| 13 | 2007          | ذكرى بطولة ألعاب المحيط الهادئ 2007 (الثالثة عشر) في ساموا                              | تظهر في وجه الورقة النقدية شعار بابوا غينيا الجديدة وهو طائر الجنة يقف على رمح وطبل الساعة الرملية المنحني، أما في ظهر الورقة النقدية صورة قناع تراثي، وتصميم الورقة النقدية يشبه التصميم التقليدي المتداول للورقة النقدية مع إضافة توشيح بمناسبة الإصدار يسار الورقة.                                                                                                |            |            | 5 كينا   | [ 16 ]  |
| 14 | 2008          | الذكرى الخامسة والثلاثون لتأسيس مصرف بابوا غينيا الجديدة (1973-2008)                    | تظهر في وجه الورقة النقدية صورة مبنى برلمان بابوا غينيا الجديدة وكذلك شعار بابوا غينيا الجديدة وهو طائر الجنة يقف على رمح وطبل الساعة الرملية المنحني، أما في ظهر الورقة النقدية صورة قطع تراثية، وتصميم الورقة النقدية يشبه التصميم التقليدي المتداول للورقة النقدية مع إضافة توشيح بمناسبة الإصدار في وسط وجه الورقة.                                               |            |            | 2 كينا   | [ 17 ]  |
| 15 | 2008          | الذكرى الخامسة والثلاثون لتأسيس مصرف بابوا غينيا الجديدة (1973-2008)                    | تظهر في وجه الورقة النقدية صورة مبنى برلمان بابوا غينيا الجديدة وكذلك شعار بابوا غينيا الجديدة وهو طائر الجنة يقف على رمح وطبل الساعة الرملية المنحني، أما في ظهر الورقة النقدية صورة خنزير بري وقواقع، وتصميم الورقة النقدية يشبه التصميم التقليدي المتداول للورقة النقدية مع إضافة توشيح بمناسبة الإصدار في أسفل يسار وجه الورقة.                                   |            |            | 20 كينا  | [ 18 ]  |
| 16 | 2008          | الذكرى الخامسة والثلاثون لتأسيس مصرف بابوا غينيا الجديدة (1973-2008)                    | تظهر في وجه الورقة النقدية صورة مبنى برلمان بابوا غينيا الجديدة وكذلك شعار بابوا غينيا الجديدة وهو طائر الجنة يقف على رمح وطبل الساعة الرملية المنحني، أما في ظهر الورقة النقدية صورة نقلة وشاحنة وطائرة وبرج اتصالات وسمك ومحاصيل ونخلة، وتصميم الورقة النقدية يشبه التصميم التقليدي المتداول للورقة النقدية مع إضافة توشيح بمناسبة الإصدار في أسفل يسار وجه الورقة. |            |            | 100 كينا | [ 19 ]  |
| 17 | 2010          | الذكرى الخامسة والثلاثون لاستقلال بابوا غينيا الجديدة (1975-2010)                       | تظهر في وجه الورقة النقدية صورة مبنى برلمان بابوا غينيا الجديدة وكذلك شعار بابوا غينيا الجديدة وهو طائر الجنة يقف على رمح وطبل الساعة الرملية المنحني، أما في ظهر الورقة النقدية صورة قطع تراثية، وتصميم الورقة النقدية يشبه التصميم التقليدي المتداول للورقة النقدية مع إضافة توشيح بمناسبة الإصدار في أعلى وجه الورقة.                                              |            |            | 2 كينا   | [ 20 ]  |
| 18 | 2010          | الذكرى الخامسة والثلاثون لاستقلال بابوا غينيا الجديدة (1975-2010)                       | تظهر في وجه الورقة النقدية صورة مبنى برلمان بابوا غينيا الجديدة وكذلك شعار بابوا غينيا الجديدة وهو طائر الجنة يقف على رمح وطبل الساعة الرملية المنحني، أما في ظهر الورقة النقدية صورة قناع تراثي، وتصميم الورقة النقدية يشبه التصميم التقليدي المتداول للورقة النقدية مع إضافة توشيح بمناسبة الإصدار في أعلى وجه الورقة.                                              |            |            | 5 كينا   | [ 21 ]  |
| 19 | 2010          | الذكرى الخامسة والثلاثون لاستقلال بابوا غينيا الجديدة (1975-2010)                       | تظهر في وجه الورقة النقدية صورة مبنى برلمان بابوا غينيا الجديدة وكذلك شعار بابوا غينيا الجديدة وهو طائر الجنة يقف على رمح وطبل الساعة الرملية المنحني، أما في ظهر الورقة النقدية صورة قطع أثرية، وتصميم الورقة النقدية يشبه التصميم التقليدي المتداول للورقة النقدية مع إضافة توشيح بمناسبة الإصدار في أعلى وجه الورقة.                                               |            |            | 10 كينا  | [ 22 ]  |
| 20 | 2010          | الذكرى الخامسة والثلاثون لاستقلال بابوا غينيا الجديدة (1975-2010)                       | تظهر في وجه الورقة النقدية صورة مبنى برلمان بابوا غينيا الجديدة وكذلك شعار بابوا غينيا الجديدة وهو طائر الجنة يقف على رمح وطبل الساعة الرملية المنحني، أما في ظهر الورقة النقدية صورة خنزير بري وقواقع، وتصميم الورقة النقدية يشبه التصميم التقليدي المتداول للورقة النقدية مع إضافة توشيح بمناسبة الإصدار في أعلى وجه الورقة.                                        |            |            | 20 كينا  | [ 23 ]  |
| 21 | 2010          | الذكرى الخامسة والثلاثون لاستقلال بابوا غينيا الجديدة (1975-2010)                       | تظهر في وجه الورقة النقدية صورة مبنى برلمان بابوا غينيا الجديدة وكذلك شعار بابوا غينيا الجديدة وهو طائر الجنة يقف على رمح وطبل الساعة الرملية المنحني، أما في ظهر الورقة النقدية صورة ميشيل سوماري وصور قطع تراثية، وتصميم الورقة النقدية يشبه التصميم التقليدي المتداول للورقة النقدية مع إضافة توشيح بمناسبة الإصدار في أعلى وجه الورقة.                            |            |            | 50 كينا  | [ 24 ]  |
| 22 | 2010          | الذكرى الخامسة والثلاثون لاستقلال بابوا غينيا الجديدة (1975-2010)                       | تظهر في وجه الورقة النقدية صورة مبنى برلمان بابوا غينيا الجديدة وكذلك شعار بابوا غينيا الجديدة وهو طائر الجنة يقف على رمح وطبل الساعة الرملية المنحني، أما في ظهر الورقة النقدية صورة نقلة وشاحنة وطائرة وبرج اتصالات وسمك ومحاصيل ونخلة، وتصميم الورقة النقدية يشبه التصميم التقليدي المتداول للورقة النقدية مع إضافة توشيح بمناسبة الإصدار في أعلى وجه الورقة.      |            |            | 100 كينا | [ 25 ]  |
| 23 | 2013          | الذكرى الأربعون لتأسيس مصرف بابوا غينيا الجديدة (1973-2013)                             | تظهر في وجه الورقة النقدية صورة مبنى برلمان بابوا غينيا الجديدة وكذلك شعار بابوا غينيا الجديدة وهو طائر الجنة يقف على رمح وطبل الساعة الرملية المنحني، أما في ظهر الورقة النقدية صورة قطع تراثية، وتصميم الورقة النقدية يشبه التصميم التقليدي المتداول للورقة النقدية مع إضافة توشيح بمناسبة الإصدار في وجه الورقة.                                                   |            |            | 2 كينا   | [ 26 ]  |
| 24 | 2013          | الذكرى الأربعون لتأسيس مصرف بابوا غينيا الجديدة (1973-2013)                             | تظهر في وجه الورقة النقدية صورة مبنى برلمان بابوا غينيا الجديدة وكذلك شعار بابوا غينيا الجديدة وهو طائر الجنة يقف على رمح وطبل الساعة الرملية المنحني، أما في ظهر الورقة النقدية صورة نقلة وشاحنة وطائرة وبرج اتصالات وسمك ومحاصيل ونخلة، وتصميم الورقة النقدية يشبه التصميم التقليدي المتداول للورقة النقدية مع إضافة توشيح بمناسبة الإصدار في وجه الورقة.           |            |            | 100 كينا | [ 27 ]  |
| 25 | 2015          | ذكرى بطولة ألعاب المحيط الهادئ 2015 (الخامسة عشر) في بورت مورسبي                        | تظهر في وجه الورقة النقدية صورة مبنى برلمان بابوا غينيا الجديدة وكذلك شعار بابوا غينيا الجديدة وهو طائر الجنة يقف على رمح وطبل الساعة الرملية المنحني، أما في ظهر الورقة النقدية صورة قطع أثرية، وتصميم الورقة النقدية يشبه التصميم التقليدي المتداول للورقة النقدية مع إضافة توشيح بمناسبة الإصدار في أعلى يمين وجه الورقة.                                          |            |            | 10 كينا  | [ 28 ]  |
| 26 | 2015          | الذكرى الأربعون لاستقلال بابوا غينيا الجديدة (1975-2015)                                | تظهر في وجه الورقة النقدية صورة مبنى برلمان بابوا غينيا الجديدة وكذلك شعار بابوا غينيا الجديدة وهو طائر الجنة يقف على رمح وطبل الساعة الرملية المنحني، أما في ظهر الورقة النقدية صورة خنزير بري وقواقع، وتصميم الورقة النقدية يشبه التصميم التقليدي المتداول للورقة النقدية مع إضافة توشيح بمناسبة الإصدار في أعلى وجه الورقة.                                        |            |            | 20 كينا  | [ 29 ]  |
| 27 | 2018          | اجتماع منتدى التعاون الاقتصادي لدول آسيا والمحيط الهادئ في بابوا غينيا الجديدة سنة 2018 | تظهر في وجه الورقة النقدية صورة مبنى برلمان بابوا غينيا الجديدة وكذلك شعار بابوا غينيا الجديدة وهو طائر الجنة يقف على رمح وطبل الساعة الرملية المنحني، أما في ظهر الورقة النقدية صورة نقلة وشاحنة وطائرة وبرج اتصالات وسمك ومحاصيل ونخلة، وتصميم الورقة النقدية يشبه التصميم التقليدي المتداول للورقة النقدية مع إضافة توشيح بمناسبة الإصدار في وجه الورقة.           |            |            | 100 كينا | [ 30 ]  |
| 28 | 2023          | الذكرى الخمسون لتأسيس مصرف بابوا غينيا الجديدة (1973-2023)                              | تظهر في وجه الورقة النقدية صورة مبنى برلمان بابوا غينيا الجديدة وكذلك شعار بابوا غينيا الجديدة وهو طائر الجنة يقف على رمح وطبل الساعة الرملية المنحني، أما في ظهر الورقة النقدية صورة ميشيل سوماري وصور قطع تراثية، وتصميم الورقة النقدية يشبه التصميم التقليدي المتداول للورقة النقدية مع إضافة توشيح بمناسبة الإصدار في أعلى وجه الورقة.                            |            |            | 50 كينا  | [ 31 ]  |
| 29 | 28 أغسطس 2025 | الذكرى الخمسون للاستقلال وتأسيس العملة الوطنية (1973-2023)                              | أصدرت الورقة النقدية إلى جانب عملة معدنية تذكارية لذات المناسبة. تتضمن الأوراق النقدية والعملات المعدنية صورًا مذهلة ترمز إلى البيئة والتنوع البيولوجي في بابوا غينيا الجديدة، بما في ذلك قلادة المدينة وأكبر فراشة في العالم، جناح طائر الملكة ألكسندرا. |            |            | 50 كينا  | [ 32 ]  |

## بالاو
تستعمل بالاو عملة الدولار الأمريكي.

## تاهيتي
تستعمل تاهيتي عملة الفرنك الباسيفيكي المستعملة في مستعمرات فرنسا في المحيط الهادي، ولم تصدر منه أية عملة تذكارية.

## توفالو
تستعمل في توفالو عملة دولار توفالو إلى جانب الدولار الأسترالي، لكن دولار توفالو مكون من عملات نقدية معدنية فقط.

## تونغا
أصدرت الورقة النقدية التذكارية التالية من مملكة تونغا:
| # | تاريخ الإصدار | مناسبة الإصدار                                      | الوصف | صورة الوجه | صورة العكس | القيمة   | المصادر |
| - | ------------- | --------------------------------------------------- | --- | ---------- | ---------- | -------- | ------- |
| 1 | 1 يوليو 1989  | تأسيس بنك الاحتياطي الوطني في تونغا في 1 يوليو 1989 | تظهر صورة الملك تاوفآهاو توبو الرابع في وجه الورقة النقدية وفي ظهر الورقة النقدية تظهر صورة مبنى مصرف تونغا للتنمية. وهذه الورقة تشبه الإصدارات من نفس الفئة في تلك الفترة مع إضافة عبارة بذكرى المناسبة في ظهر العملة. |            |            | 20 بانغا | [ 33 ]  |

## ساموا
أصدرت الأوراق النقدية التذكارية التالية من دولة ساموا:
| # | تاريخ الإصدار | مناسبة الإصدار                                                           | الوصف | صورة الوجه | صورة العكس | القيمة   | المصادر |
| - | ------------- | ------------------------------------------------------------------------ | --- | ---------- | ---------- | -------- | ------- |
| 1 | 1990          | اليوبيل الذهبي للحاكم ماليتوا تانونافيلي الثاني في منصبه                 | يظهر في وجه الورقة النقدية صورة ماليتوا تانونافيلي الثاني وصورة مبنى المجلس التشريعي في ساموا [الإنجليزية] ومنازل قروية في ساموا، وفي ظهر الورقة النقدية صورة عائلة مجتمعة من ساموا. |            |            | 20 تالا  | [ 34 ]  |
| 2 | 2012          | الذكرى الخمسون لاستقلال ساموا                                            | يظهر في وجه الورقة النقدية صورة مبنى الحكومة في أبيا، وفي ظهر الورقة النقدية صورة مبنى مصرف ساموا المركزي في أبيا أيضا، وهو نفس تصميم الورقة المعتاد من ذات الفئة النقدية للفترة 2008-2017 مع إضافة في وجه الورقة للإشارة إلى مناسبة الإصدار. |            |            | 50 تالا  | [ 35 ]  |
| 3 | 2019          | دورة ألعاب المحيط الهادئ السادسة عشر في ساموا للفترة 7-20 أبريل 2019     | يظهر في وجه الورقة النقدية صورة رافعة أثقال ورجل يحمل كرة في رياضة الركبي ورجل مجدف، وفي ظهر الورقة النقدية صورة رجل في قارب وأطفال يلعبون بجوزة وولد يحمل عمودا على كتفيه وفيه حمل. |            |            | 10 تالات | [ 36 ]  |
| 4 | 2023          | الذكرى الستون لاستقلال ساموا (1962-2022)                                 | يظهر في وجه الورقة النقدية صورة فيامي نعومي ماتافا وعلم ساموا ورقم 60 ملون بألوان علم ساموا، وفي ظهر الورقة النقدية صورة فيامي ماتافا فاوموينا مولينوو الثاني وهو ينزل علم نيوزيلندا مع وعلم ساموا ورقم 60 ملون بألوان علم ساموا. |            |            | 60 تالا  | [ 37 ]  |
| 5 | 2024          | اجتماع رؤساء حكومات الكومنولث في أبيا عاصمة ساموا يومي 25–26 أكتوبر 2024 | ورقة نقدية من نوع بوليمر يغلب عليها اللون البرتقالي، تظهر في وجهها صورة شاطئ، أما في ظهرها فتظهر صورة القصر الرئاسي في ساموا والذي كان محل إقامة روبرت لويس ستيفنسون سابقا. وتمتاز هذه الورقة النقدية عن الإصدار الاعتيادي لعام 2023 بوجود علامة لامعة مميزة في وجه الورقة النقدية لمناسبة الإصدار.                                                        |            |            | 5 تالات  | [ 38 ]  |
| 6 | 2024          | اجتماع رؤساء حكومات الكومنولث في أبيا عاصمة ساموا يومي 25–26 أكتوبر 2024 | ورقة نقدية من نوع بوليمر يغلب عليها اللون الأزرق، تظهر في وجهها صورة فريق ساموا في رياضة سباعيات الرغبي الفائز في بطولة هونغ كونغ لسباعبات الرغبي 2007 [الإنجليزية]، أما في ظهرها فتظهر صورة أطفال. وتمتاز هذه الورقة النقدية عن الإصدار الاعتيادي لعام 2023 بوجود علامة لامعة مميزة في وجه الورقة النقدية لمناسبة الإصدار.                                |            |            | 10 تالات | [ 39 ]  |
| 7 | 2024          | اجتماع رؤساء حكومات الكومنولث في أبيا عاصمة ساموا يومي 25–26 أكتوبر 2024 | ورقة نقدية من نوع بوليمر يغلب عليها اللون الأصفر، تظهر في وجهها صورة شلال بابابابايتاي، أما في ظهرها فتظهر صورة طائر حمام المنقار المسنن. وتمتاز هذه الورقة النقدية عن الإصدار الاعتيادي لعام 2023 بوجود علامة لامعة مميزة في وجه الورقة النقدية لمناسبة الإصدار.                                                                                          |            |            | 20 تالا  | [ 40 ]  |
| 8 | 2024          | اجتماع رؤساء حكومات الكومنولث في أبيا عاصمة ساموا يومي 25–26 أكتوبر 2024 | يظهر في وجه الورقة النقدية صورة فيامي نعومي ماتافا وعلم ساموا ورقم 60 ملون بألوان علم ساموا، وفي ظهر الورقة النقدية صورة فيامي ماتافا فاوموينا مولينوو الثاني وهو ينزل علم نيوزيلندا مع وعلم ساموا ورقم 60 ملون بألوان علم ساموا، وهذه الورقة النقدية تشبه الورقة النقدية الصادرة عام 2023 لكن مع إضافة علامة لامعة في وجه العملة النقدية لمناسبة الإصدار. |            |            | 60 تالا  | [ 41 ]  |

## جزر سليمان
أصدرت الأوراق النقدية التذكارية التالية من دولة جزر سليمان:
| # | تاريخ الإصدار | مناسبة الإصدار                                     | الوصف | صورة الوجه | صورة العكس | القيمة     | المصادر |
| - | ------------- | -------------------------------------------------- | --- | ---------- | ---------- | ---------- | ------- |
| 1 | 2001          | اليوبيل الفضي لمصرف جزر سليمان المركزي (1976-2001) | يظهر شعار جزر سليمان في وجه الورقة النقدية، وفي ظهرها تظهر صورة صيادي سمك، وهو ذات التصميم المعتاد لهذه الفئة من الورقة النقدية مع عبارة بالمناسبة في ظهر الورقة النقدية                                   |            |            | دولاران    | [ 42 ]  |
| 2 | 2018          | الذكرى الأربعون لاستقلال جزر سليمان (1978-2018)    | ورقة بوليمر وجهها ذو تصميم طولي تظهر صورة رجل ينفخ في صدفة محارة [الإنجليزية] وخريطة وشعار جزر سليمان أما ظهر الورقة فتصميمه عرضي وتظهر فيه صور بنتين وشاطئ وسلحفاة ورجل يقف في مركبه البحري وغواص وأسماك. |            |            | 40 دولارا  | [ 43 ]  |
| 3 | 2023          | دورة ألعاب المحيط الهادئ السابعة عشر في جزر سليمان | ورقة بوليمر يمكن مشاهدة شعار ورأس صقر من جانبي الورقة النقدية، وفي وجه الورقة توجد صورة علم وشعار جزر سليمان أما في ظهر الورقة فتظهر صورة رافعة أثقال ولاعب كرة قدم ورياضية في ألعاب الساحة والميدان.      |            |            | 10 دولارات | [ 44 ]  |

## فانواتو
أصدرت الأوراق النقدية التذكارية التالية من دولة فانواتو:
| # | تاريخ الإصدار | مناسبة الإصدار                                                                              | الوصف | صورة الوجه | صورة العكس | القيمة     | المصادر |
| - | ------------- | ------------------------------------------------------------------------------------------- | --- | ---------- | ---------- | ---------- | ------- |
| 1 | 1995          | الذكرى الخامسة عشر لاستقلال فانواتو (1980-1995)                                             | يظهر في وجه الورقة النقدية شعار فانواتو وفي ظهر الورقة النقدية اجتماع تقليدي لأشخاص من فانواتو وصورة تماثيل في فانواتو، وهو يشبه الإصدار المعتاد للورقة النقدية في حينها مع إضافة عبارة بمناسبة الإصدار. |            |            | 200 فاتو   | [ 45 ]  |
| 2 | 2005          | الذكرى الخامسة والعشرون لاستقلال فانواتو (1980-2005)                                        | يظهر في وجه الورقة النقدية شعار فانواتو وفي ظهر الورقة النقدية قارب شراعي وخريطة فانواتو، وهو يشبه الإصدار المعتاد للورقة النقدية في حينها مع إضافة عبارة بمناسبة الإصدار. |            |            | 1000 فاتو  | [ 46 ]  |
| 3 | 2010          | الذكرى الثلاثون لاستقلال فانواتو (1980-2010)                                                | ورقة نقدية من نوع بوليمر، يمكن ملاحظة صدفة وخريطة فانواتو من جانبي الورقة، كما يظهر في وجه الورقة النقدية شعار فانواتو وفي ظهر الورقة النقدية صورة شخصين وطوطم ومبان وبرج اتصالات. |            |            | 10000 فاتو | [ 47 ]  |
| 4 | 2017          | دورة ألعاب المحيط الهادئ المصغرة [الإنجليزية] التي أقيمت في فانواتو للفترة 4-15 فبراير 2017 | ورقة نقدية من نوع بوليمر، يمكن ملاحظة صدفة وخريطة فانواتو من جانبي الورقة، كما يظهر في وجه الورقة النقدية شعار فانواتو وفي ظهر الورقة النقدية صورة أشخاص يرقصون رقصة تقليدية بجانب خيمة وعمود وشخص آخر يرسم على الأرض، وهو نفس تصميم إصدار هذه الفئة من الورقة النقدية في سنة 2017 مع إضافة رمز بمناسبة الإصدار. |            |            | 500 فاتو   | [ 48 ]  |
| 5 | 2020          | الذكرى الأربعون لاستقلال فانواتو (1980-2020)                                                | ورقة نقدية من نوع بوليمر، يمكن ملاحظة صدفة وخريطة فانواتو من جانبي الورقة، كما يظهر في وجه الورقة النقدية شعار فانواتو وفي ظهر الورقة النقدية صورة فلاحين وماشية ومحاصيل ونخيل، وهو نفس تصميم إصدار هذه الفئة من الورقة النقدية في سنة 2014 و 2020 مع إضافة رمز يضم علم فانواتو ورقم 40 بمناسبة الإصدار.         |            |            | 1000 فاتو  | [ 49 ]  |

## فيجي
أصدرت الأوراق النقدية التذكارية التالية من دولة جزر فيجي:
| # | تاريخ الإصدار | مناسبة الإصدار | الوصف | صورة الوجه | صورة العكس | القيمة     | المصادر |
| - | ------------- | --- | --- | ---------- | ---------- | ---------- | ------- |
| 1 | 2000          | ذكرى الألفية | تظهر صورة بينايا غانيلو في وجه الورقة النقدية وعبارة بمناسبة الإصدار وفي ظهر الورقة النقدية تظهر صورة سلحفاة وصور أشخاص يمثلون عرقيات وشعوب فيجي. |            |            | دولاران    | [ 50 ]  |
| 2 | 2000          | ذكرى الألفية | تظهر في وجه الورقة النقدية صورة الرئيس كاميسيز مارا وشعار فيجي وببغاء أما في ظهر الورقة النقدية فتظهر صورة كوكب الأرض والشمس وخريطة جزر فيجي وصدفة. |            |            | 2000 دولار | [ 51 ]  |
| 3 | 2016          | فوز فيجي بالميدالية الذهبية في سباعيات الرجبي في الألعاب الأولمبية الصيفية 2016 في ريو دي جانيرو                      | وجه الورقة النقدية ذو تصميم طولي تظهر فيه صورة علم فيجي وصورة المدرب بين ريان جالسا على الكثبان الرملية في سيغاتوكا ورئيس فريق الرجبي أوسيا كولينيساو يحمل الكرة وميدالية ذهبية، أما ظهر الورقة النقدية فتصميمه عرضي وتظهر فيه الفريق الفائز بالميدالية الذهبية في سباعيات الرجبي في الألعاب الأولمبية الصيفية 2016 في ريو دي جانيرو مع مسؤولي الفريق ورئيس الوزراء فرانك باينيماراما. |            |            | 7 دولارات  | [ 52 ]  |
| 4 | 2020          | الذكرى الخمسون لاستقلال فيجي (1970-2020)                                                                              | ورقة نقدية من نوع بوليمر، في وجه الورقة النقدية تظهر مراسم رسمية لرفع علم فيجي، أما في ظهر الورقة النقدية فتظهر صورة 5 أطفال أوسطهم طفلة تحمل علم فيجي. |            |            | 50 دولارا  | [ 53 ]  |
| 5 | 2022          | فوز فيجي بميدالية ذهبية للرجال وأخرى برونزية للسيدات في سباعيات الرغبي في الألعاب الأولمبية الصيفية في طوكيو سنة 2021 | وجه الورقة النقدية تظهر فيه صورة فريق فيجي للنساء الفائز بالميدالية البرونزية في سباعيات الرغبي في الألعاب الأولمبية الصيفية في طوكيو مع صورة ميدالية برونزية أما ظهر الورقة النقدية فتظهر فيه صورة فريق فيجي للرجال الفائز بالميدالية الذهبية وهم يتوجون في حفل تكريمهم مع صورة رئيس الفريق جيري تواي رافعا يديه للسماء شاكرا وصورة المدرب غاريث بابر متأملا.                         |            |            | 7 دولارات  | [ 54 ]  |
| 6 | 2022          | ورقة خاصة لهواة جمع العملات                                                                                           | يمثل الرقم "8" الرقم الأكثر حظًا في علم التنجيم الصيني، ويمثل الرخاء والاكتمال، تظهر في وجه الورقة النقدية صورة وردة خطمي، وفي ظهر الورقة النقدية صورة إله الثروة وأكوام من العملات المعدنية. |            |            | 88 سنت     | [ 55 ]  |
| 7 | 2023          | ورقة خاصة لهواة جمع العملات بمناسبة سنة التنين الصينية (10 فبراير 2024 - 28 يناير 2025)                               | تظهر في وجه الورقة النقدية صورة وردة خطمي وشعار فيجي، وفي ظهر الورقة النقدية صورة تنين وغيوم وفانوس أحمر |            |            | 100 سنت    | [ 56 ]  |

## كاليدونيا الجديدة
تستعمل كاليدونيا الجديدة عملة الفرنك الباسيفيكي المستعملة في مستعمرات فرنسا في المحيط الهادي، ولم تصدر منه أية عملة تذكارية.

## جزر كوك
أصدرت الورقة النقدية التذكارية التالية من جزر كوك:
| # | تاريخ الإصدار | مناسبة الإصدار                                                                      | الوصف | صورة الوجه | صورة العكس | القيمة    | المصادر |
| - | ------------- | ----------------------------------------------------------------------------------- | --- | ---------- | ---------- | --------- | ------- |
| 1 | 1992          | مهرجان فنون المحيط الهادي [الإنجليزية] السادس في راروتونغا للفترة 16-24 أكتوبر 1992 | تظهر في وجه الورقة النقدية صورة امرأة عارية وسمة قرش تمثل الصورة أسطورة "إينا والقرش" وهي أسطورة بولينيزية، أما في ظهر الورقة النقدية قارب الكانو وتمثال رونغو مع توشيح بمناسبة الإصدار. |            |            | 3 دولارات | [ 57 ]  |

## كيريباتي
تستعمل في كيريباتي عملة دولار كيريباتي إلى جانب الدولار الأسترالي، لكن دولار كيريباتي مكون من عملات نقدية معدنية فقط.

## جزر مارشال
تستعمل جزر مارشال عملة الدولار الأمريكي.

## ولايات ميكرونيسيا المتحدة
تستعمل ولايات ميكرونيسيا المتحدة عملة الدولار الأمريكي.

## ناورو
تستعمل ناورو عملة الدولار الأسترالي.

## نيوزيلندا
أصدرت الأوراق النقدية التذكارية التالية من دولة نيوزيلندا:
| # | تاريخ الإصدار | مناسبة الإصدار                                              | الوصف | صورة الوجه | صورة العكس | القيمة     | المصادر |
| - | ------------- | ----------------------------------------------------------- | --- | ---------- | ---------- | ---------- | ------- |
| 1 | 1990          | الذكرى المائة والخمسون لاتفاقية معاهدة وايتانغي (1840-1990) | تظهر صورة الملكة إليزابيث الثانية في وجه العملة في تصميم مشابهة للورقة النقدية المعتادة مع إضافة علامة بالمناسبة أما في ظهر الورقة النقدية يظهر مشهد توقيع اتفاقية معاهدة وايتانغي. |            |            | 10 دولارات | [ 58 ]  |
| 2 | 1996          | بلوغ الملكة إليزابيث الثانية عمر 70 سنة (1926-1996)         | تظهر صورة الملكة إليزابيث الثانية مع عبارة بمناسبة الإصدار وفي ظهر الورقة النقدية صورة صقر نيوزيلندا وصورة جبل تابواي-أو-وينوكو وورود من نوع Pachystegia insignis.                  |            |            | 20 دولارا  | [ 59 ]  |
| 3 | 2000          | ذكرى الألفية                                                | ورقة بوليمر يظهر في وجهها خريطة نيوزيلندا ومركب بحري، أما في ظهر الورقة النقدية صورة لرياضات مختلفة مثل ركوب الأمواج والقفز المظلي والتجديف.                                        |            |            | 10 دولارات | [ 60 ]  |